# 앱솔루션 (프로레슬링)

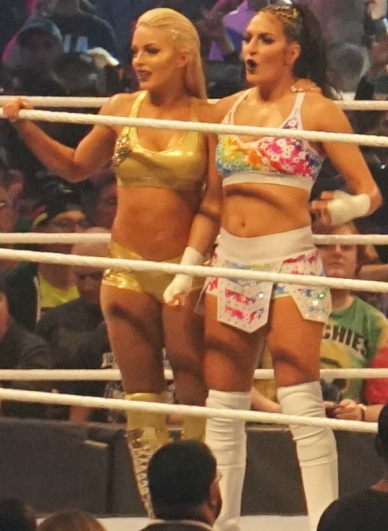

앱솔루션(Absolution)은 WWE의 여성 3인조 악역 스테이블로 페이지, 소냐 드빌, 맨디 로즈로 구성되어있다. 2017년 11월 20일 진행되었던 WWE 러를 통해 사샤 뱅크스와 베일리 그리고 미키 제임스를 무자비하게 공격하고 처음으로 악역으로 등장했다. 페이지가 처음으로 리더다.

## 프로레슬링
- 프로레슬링 기술

- - 페이지
    - 페이지 탭 아웃(인버티드 샤프슈터 위드 더블 치킨윙 콤비네이션), 램-페이지(크래들 DDT)

- - 맨디 로즈
    - 싯아웃 리프팅 더블 언더훅 페이스버스터

- - 소냐 드빌
    - 스텝-업 앤지그리, 트라이앵글 암바, 점핑 라운드하우스 킥